# Kippkiel

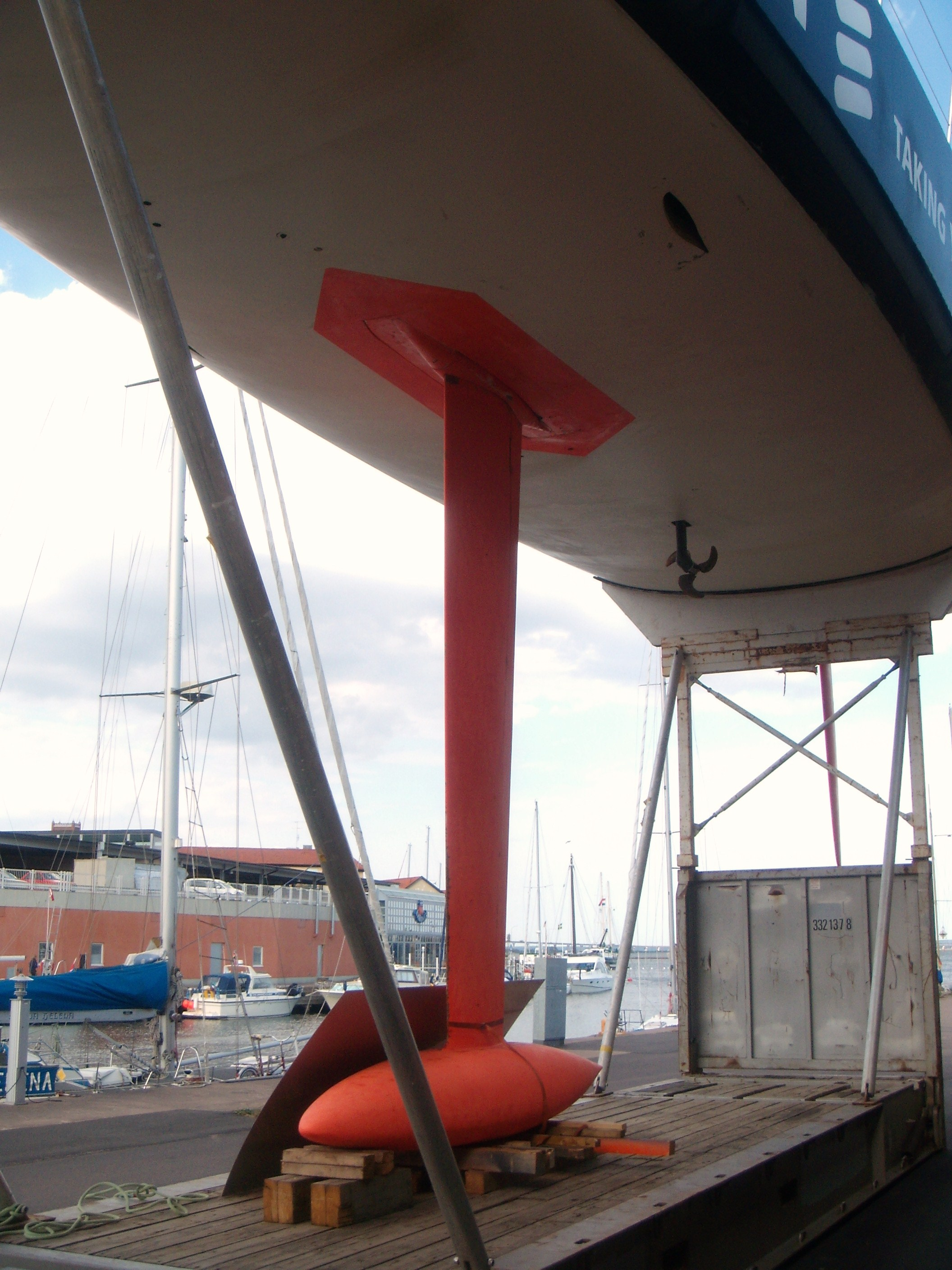
Kippkiel an einer VO-70-Regattayacht

Unter der Bezeichnung Kippkiel versteht man einen Kiel, der um eine tief im Schiff liegende Längsachse nach Luv geschwenkt werden kann, um so das aufrichtende Moment der Kielbombe zu erhöhen. Die englische Bezeichnung lautet Canting-Keel. Ebenfalls gebräuchlich sind die Bezeichnungen Neigekiel und Pendelkiel. Liegt die Schwenkachse quer zur Bootslängsachse, so handelt es sich um einen Schwenkkiel.
Die Gewichtseinsparung an der Kielbombe und der Umstand, dass das Schiff mit weniger Krängung (aufrechter) gefahren werden kann, ergibt eine höhere Schiffsgeschwindigkeit. Im Gegensatz zum Einsatz von Wasserballast auf der Luvseite des Rumpfes kann mit der Kippkieltechnik die Krängung der Yacht verringert werden, ohne dass deren Gewicht größer wird.

## Technik

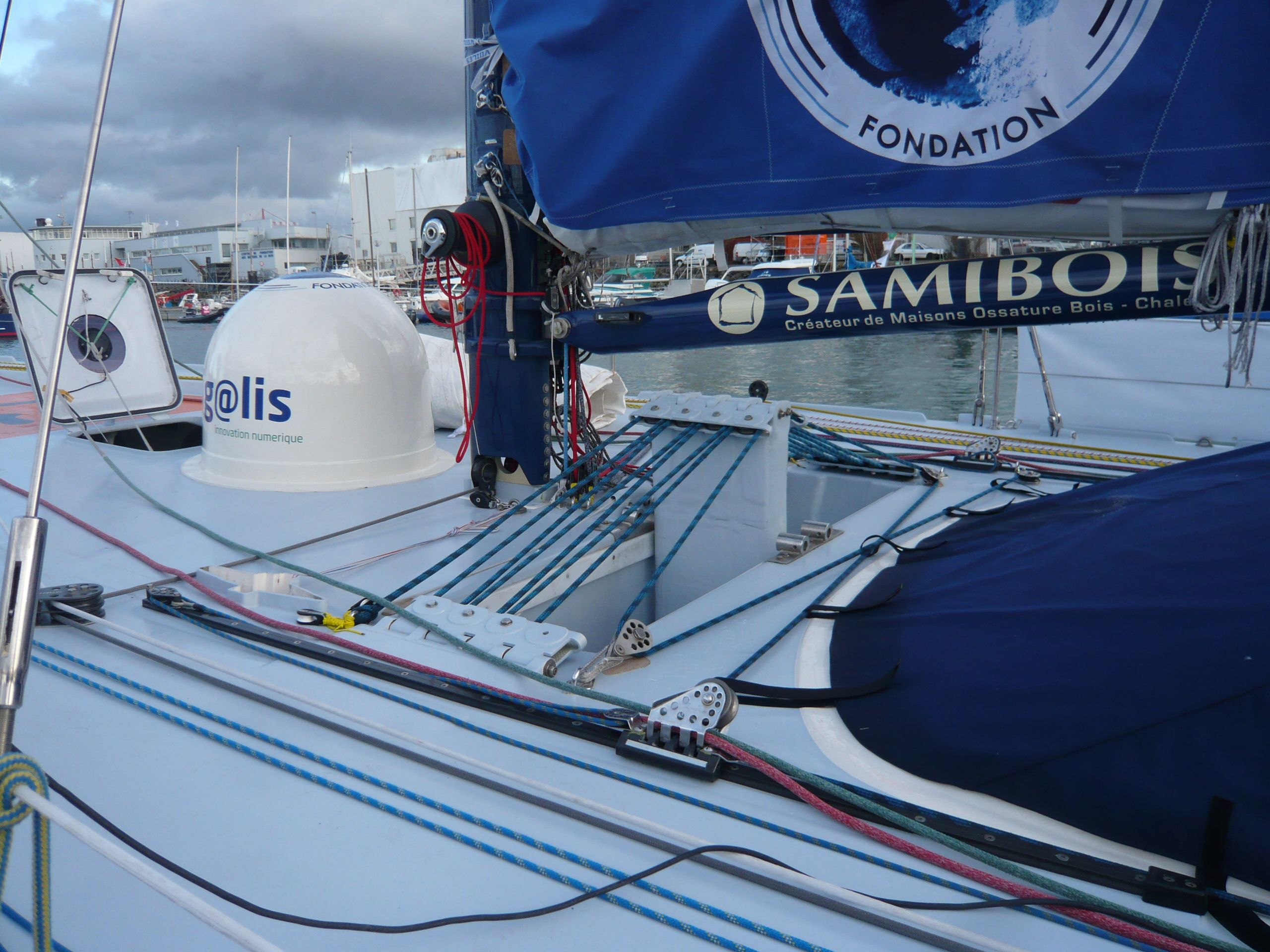
Schwenkvorrichtung mittels Flaschenzug

Traditionelle Flossenkiele haben den Nachteil, dass ihr aufrichtendes Moment erst zum Tragen kommt, wenn das Schiff krängt. Der Sinn des Kippkiels ist es, bereits bei geringer Krängung ein hohes aufrichtendes Moment zu entwickeln.
Der Kiel wird mittels Hydraulik (in seltenen Fällen auch per Seilzug) um eine Längsachse, welche im Schiffsrumpf liegt, geschwenkt. Es werden Konstruktionen mit einer oder zwei Hydraulik-Pressen benutzt, wobei Gewichtseinsparung gegenüber Zuverlässigkeit steht.
Problematisch ist die Durchtrittsstelle des Kiels durch den Schiffsrumpf. Die Rumpföffnung muss durch die innerhalb des Schiffsrumpfs liegende Drehachse relativ groß sein. Bei den meisten Konstruktionen wird der Schiffsrumpf mittels Gummierung gedichtet. Diese Dichtung ist zwar wasserdicht, würde aber dem Wasserdruck bei hohen Geschwindigkeiten nicht standhalten. So wird der Durchtritt durch den Rumpf (zusätzlich) mittels sogenannter Bombentüren gesichert, was neben der Abdichtung auch hydrodynamischen Gesichtspunkten zugutekommt.
Um die Abdrift des Schiffes zu verringern, müssen bei Kippkielern ein oder mehrere zusätzliche Schwerter eingesetzt werden.

## Probleme
Problematisch ist an erster Stelle der Preis dieser aufwändigen Kielkonstruktion. Bisher wird sie fast ausschließlich bei wenigen Regattaschiffen verwendet (Schock 40, Cookson, Volvo Open 70, Open 60, Mini 650). Auf normalen Fahrtenyachten hat diese Technik daher bis jetzt keinen Einzug gehalten. Dies liegt neben den hohen Kosten auch am benötigten Platz.
Das Volvo Ocean Race 2005–2006 war eine der ersten Langstrecken-Hochsee-Regatten, bei der diese Technik eingesetzt wurde. Mehrere Schiffe hatten Probleme mit dieser Technik; dies führte schließlich sogar zum Verlust eines Schiffes.
Der Fehler lag an den unterschätzten dynamischen Kräften, denen die Kielkonstruktion bei hohen Geschwindigkeiten und Seegang unterliegt. Meist traten Probleme an den hydraulischen Stempeln der Kielverstellung sowie der Abdichtung der Kieldurchtrittsstelle am Rumpf auf.

## Geschichte
Der Franzose Michel Desjoyeaux war im Jahr 1991 der erste Segler, der die Kippkieltechnik bei einem Hochseerennen einsetzte. Die zweite Etappe des Mini Transat von Madeira in die Karibik konnte er mit seinem Mini 6.50 gewinnen.